# Rafael González de la Vega
Rafael González de la Vega (24 de agosto de 1958) es un deportista mexicano que compitió en judo. Ganó dos medallas en los Juegos Panamericanos, en los años 1979 y 1983, y dos medallas en el Campeonato Panamericano de Judo, en los años 1978 y 1980.

## Palmarés internacional
| Juegos Panamericanos    | Juegos Panamericanos          | Juegos Panamericanos | Juegos Panamericanos |
| Año                     | Lugar                         | Medalla              | Categoría            |
| ----------------------- | ----------------------------- | -------------------- | -------------------- |
| 1979                    | San Juan (Puerto Rico)        | Medalla de bronce    | –60 kg               |
| 1983                    | Caracas (Venezuela)           | Medalla de bronce    | –60 kg               |
| Campeonato Panamericano |                               |                      |                      |
| Año                     | Lugar                         | Medalla              | Categoría            |
| 1978                    | Buenos Aires (Argentina)      | Medalla de bronce    | –60 kg               |
| 1980                    | Isla de Margarita (Venezuela) | Medalla de plata     | –60 kg               |